# Радул-бегов конак
Радул-бегов конак се налази у Зајечару, за који нема поузданих података о времену настајања и власницима, представља споменик културе Србије.
Конак спада у ред најстаријих објеката у Зајечару, за који се претпоставља, да по повлачењу Турака 1833. године, конак купује Радул Глигоријевић из оближњег села Грљан, касније познат као Радул бег. Данас је конак у саставу Народног музеја у Зајечару, где је на спрату стална изложбена поставка "Стари Зајечар", док је у приземљу продајна галерија слика, скулптура и производа домаће радиности и место на коме се одржавају промоције књига и књижевне вечери.

## Архитектура
Чардак Радул бега има приземље и спрат. У њеном приземљу налазиле су се казанџијска, кујунџијска занатска и обућарска радња, док је спрат коришћен за становање. Када је реч о приземном делу, намена је током многих деценија мењана, тако да се тешко може утврдити чему је првобитно служио. Неки од извора наводе да је крајем XVIII века овде било „турско свратиште“, што би значило да је приземље служило за прихват путника пролазника, за њихово коначење и опскрбу храном и другим потребама. Приликом реконструкције, пронађени су трагови ковачког ложишта, те се може претпоставити да је у неком тренутку ту постојала ковачница. Занимљиво је да је на спрату, поред одаја за одмор и боравак, постојао и хамам (турско купатило), један од обавезних пратећих елемената стамбених објеката старе турске куће.
Приликом реконструкције објекта нађено је да су приземне просторије коришћене као занатске радње док је спратни стамбени део чардака био далеко атрактивнији и фолклористички интересантнији. Године 1975. започета је, а 1976. завршена реконструкција и адаптација чардака. Током реконструкције, оригинална зграда - блатњара била је порушена, док је на њеном месту подигнута потпуно нова од тврдог материјала. Дизајн екстеријера инспирисан је изгледом оригиналне грађевине. Данас се на спрату налази стална ентеријерна поставка: салон Хаџи-Павловића, трпезарија, „девојачка”, „турска” и „арапска” соба са дрворезбареним намештајем. Овај намештај припадао је ветеринару Станимиру Нешићу (који је преминуо 1945. године), великом акционару и председнику Управног одбора пиваре зајечарског индустријског удружења. Салонски намештај припадао је породици Хаџи-Павловић, док се поред намештаја може видети и портрет Милеве Хаџи-Павловић, кћерке чувеног трговца Цветка Миладиновића. Поставка одсликава утицај Оријента на унутрашње уређење српских кућа, нарочито у градским срединама. 
2008. године, средствима Министарства културе у Београду, извршена је нова санација објекта.